# Нипадимка Олег Григорович
Нипадимка Олег Григорович (21 січня 1958, м. Хабаровськ, Російська РФСР — 8 лютого 2019, м. Київ) — український газетний журналіст та керівник багатьох відомих газет України.

## Походження та навчання
Олег Нипадимка народився 1958 року. У 1983 році він вступив на факультет журналістики Кишинівського державного університету, який закінчив у 1989 році

## Журналістська діяльність
З 1989 року працював газетним журналістом у Києві, керував відомими та популярними виданнями:
- заступник редактора газети «Робітнича газета» (лютий 1989 — січень 1994);
- заступник редактора газети «Финансовая Украина» "АТ «Линк» (грудень 1993 — березень 1994);
- перший заступник редактора газети «Всеукраинские ведомости» (березень 1994 — жовтень 1995);
- директор інформаційно-видавничого центру МП «Столиця» (жовтень — листопад 1995);
- заступник редактора газети «Киевские Ведомости» (листопад 1995 — жовтень 1996);
- заступник генерального директора Міжнародної спілки українських підприємців (жовтень 1996 — жовтень 1997)[1];

Олег Нипадимка у жовтні 1997 року був засновником газети «Сегодня» та довгий час був її головним редактором та головою правління ЗАТ "Видавнича група «Сегодня».
Згодом у листопаді 2006 року заснував ще один проект — газета «Новая». Однак через відсутність фінансування він був закритий.

## Громадська діяльність
Реєструвався, як безпартійний кандидатом у народні депутати по одномандатному виборчому округу № 218 у м. Києві (самовисування). Однак через два місяці та за два дні до виборів 31 березня 2002 року зняв свою кандидатуру.

## Смерть
Олег Нипадимка помер у ніч з 8 на 9 лютого 2018 року через зупинку серця.

## Звання
- Заслужений журналіст України (червень 1998).

## Родина
- батько Григорій Юхимович (нар. 1932);
- мати Лариса Володимирівна (нар. 1937);
- дружина Алла Сергіївна (нар. 1965) — викладачка російської та англійської мов;
- син Олег (нар. 1987)